# Ludolf von Steinfurt
Ludolf von Steinfurt (* im 14. Jahrhundert; † 1360) war Domherr in Münster.

## Leben

### Herkunft und Familie
Ludolf von Steinfurt entstammte dem Geschlecht der Edelherren von Steinfurt und war der Sohn des Ludolf von Steinfurt und dessen Gemahlin Pyronetta von Bilstein. Er hatte fünf Geschwister:
- Baldewin, Domherr in Münster
- Rudolf, Domscholaster in Münster
- Ermgardis, Stiftsdame in Essen
- Dietrich
- Katharina, ⚭ Simon von Bentheim

### Wirken
Die Quellenlage gibt über Ludolfs Wirken wenig Aufschluss. Als Domherr zu Münster findet er 1355 urkundliche Erwähnung. 1360 starb er. Sein Bruder Baldewin, der auch Domherr war, nahm diesen Todesfall zum Anlass, in das weltliche Leben zu gehen und zu heiraten.